# العلمانية في سوريا
العلمانية في سوريا تشير إلى العلمنة في سوريا التي بدأت إبّان الانتداب الفرنسي في عشرينيات القرن العشرين ثم استمرت تحت حكومات مختلفة منذ الاستقلال. وقد حكمت سوريا من قبل حزب البعث القومي العربي منذ لبعام 1963. وقام نظام البعث بجمع الاشتراكية العربية بالأيديولوجية العلمانية ضمن نظام سياسي مغلق. ويضمن الدستور السوري الحرية الدينية لكل الطوائف الدينية المعترف بها، بما في ذلك العديد من الطوائف المسيحية. تدار جميع المدارس من جانب الحكومة وهي غير طائفية، على الرغم من أن هناك تعليم ديني إلزامي، في الإسلام و/أو المسيحية. لا تتسامح الحكومة مع أشكال الإسلام السياسية. ويستند النظام القانوني السوري أساسًا على القانون المدني، وتأثر بشدة بفترة الحكم الفرنسي. كما أن جزءًا منه مستمد من القانون المصري لعبد الناصر، وإلى حد كبير من نظام ملي العثماني وقليل جدًا من الشريعة الإسلامية. سوريا لديها محاكم علمانية ودينية منفصلة. وتسمع الدعاوى المدنية والجنائية في المحاكم العلمانية، بينما تتعامل المحاكم الشرعية مع المسائل الشخصية والعائلية والدينية في قضايا بين المسلمين أو بين المسلمين وغير المسلمين. الطوائف غير المسلمة لديها محكامها الدينية الخاصة باستخدام القوانين الدينية الخاصة بها.
الإخوان المسلمين هي قوة إسلامية سنية في سوريا وهي تتبع عمومًا لجماعة الإخوان المسلمين المصرية. وقد وصفت بأنها «الجماعة المهيمنة» أو «القوة المهيمنة» في انتفاضة الربيع العربي في سوريا. المواقف السياسة المعلنة للجماعة معتدلة وفي بيانها الأخير في أبريل 2012 «تعهدت باحترام الحقوق الفردية»، لتعزيز التعددية والديمقراطية.